# خط طول 108° غرب
خط طول 108° غرب هو أحد خطوط الطول الجغرافية، والتي تمتد من القطب الشمالي الجغرافي إلى القطب الجنوبي الجغرافي، وحسب التحويل الزمني يتأخر خط طول 108° غرب عن خط غرينتش بـ7 ساعات و12 دقيقة.

## من القطب إلى القطب
ينطلق خط طول 108° غرب من القطب الشمالي نحو القطب الجنوبي مرورا بالمناطق التي ترد في الجدول التالي:
| الإحداثيات                           | البلد أو الإقليم أو البحر | ملاحظات |
| ------------------------------------ | ------------------------- | --- |
| 90°0′N 108°0′W / 90.000°N 108.000°W  | المحيط المتجمد الشمالي    | |
| 77°43′N 108°0′W / 77.717°N 108.000°W | Byam Martin Channel       | |
| 76°4′N 108°0′W / 76.067°N 108.000°W  | كندا                      | نونافوت — جزيرة ميلفيل |
| 74°56′N 108°0′W / 74.933°N 108.000°W | Parry Channel             | شعبة فيكونت ملفيل ساوند [لغات أخرى]‏ |
| 73°36′N 108°0′W / 73.600°N 108.000°W | كندا                      | نونافوت — Kilian Island |
| 73°34′N 108°0′W / 73.567°N 108.000°W | Parry Channel             | شعبة فيكونت ملفيل ساوند [لغات أخرى]‏ |
| 73°21′N 108°0′W / 73.350°N 108.000°W | كندا                      | نونافوت — جزيرة فيكتوريا (كندا) |
| 72°42′N 108°0′W / 72.700°N 108.000°W | Hadley Bay                | |
| 71°41′N 108°0′W / 71.683°N 108.000°W | كندا                      | نونافوت — جزيرة فيكتوريا (كندا) |
| 68°56′N 108°0′W / 68.933°N 108.000°W | Dease Strait              | |
| 68°38′N 108°0′W / 68.633°N 108.000°W | كندا                      | نونافوت — the Kent Peninsula (mainland) |
| 68°7′N 108°0′W / 68.117°N 108.000°W  | Melville Sound            | |
| 67°48′N 108°0′W / 67.800°N 108.000°W | كندا                      | نونافوت — the Barry Islands, the Banks Peninsula (mainland), the Young Islands, و the mainland الأقاليم الشمالية الغربية — من 64°43′N 108°0′W / 64.717°N 108.000°W ساسكاتشوان — من 60°0′N 108°0′W / 60.000°N 108.000°W, مرورا عبر بحيرة أثاباسكا |
| 49°0′N 108°0′W / 49.000°N 108.000°W  | الولايات المتحدة          | مونتانا وايومنغ — من 45°0′N 108°0′W / 45.000°N 108.000°W كولورادو — من 41°0′N 108°0′W / 41.000°N 108.000°W نيومكسيكو — من 37°0′N 108°0′W / 37.000°N 108.000°W                                                                                    |
| 31°47′N 108°0′W / 31.783°N 108.000°W | المكسيك                   | ولاية شيواوا ولاية سينالوا — من 26°55′N 108°0′W / 26.917°N 108.000°W |
| 24°39′N 108°0′W / 24.650°N 108.000°W | المحيط الهادئ             | |
| 60°0′S 108°0′W / 60.000°S 108.000°W  | المحيط الجنوبي            | |
| 73°52′S 108°0′W / 73.867°S 108.000°W | القارة القطبية الجنوبية   | المطالب الإقليمية بالقارة القطبية الجنوبية |